# КК Здравље
Кошаркашки клуб Здравље је српски кошаркашки клуб из Лесковца. Тренутно се такмичи у Кошаркашкој лиги Србије, првом рангу такмичења.

## Историја
Основан је 1964. под именом КК Средњошколац, већ 1966. променио име у ОКК Лесковац. Од 1968. наступао под именом КК Дубочица, да би коначно 1970. добио данашњи назив КК Здравље.
Здравље је по први пут заиграло у највишем рангу, тада Првој лиги СР Југославије, у сезони 1998/99, али је сезону завршило на претпоследњем месту и испало у нижи ранг. У Прву лигу се вратило у сезони 2001/02. и овај пут се у највишем рангу задржало укупно осам сезона, иако је то од 2003. била Прва лига Србије и Црне Горе, да би 2006. постала Кошаркашка лига Србије. У сезони 2008/09. Кошаркашке лиге Србије Здравље као последњепласирана екипа у лиги није успело да избори опстанак у лиги.
Највећи успех клуба је пласман у финале Купа СР Југославије 2000. године. Прво је Здравље приредило велико изненађење на четвртфиналном турниру у Чачку избацивши актуелног првака и учесника Евролиге подгоричку Будућност. Здравље је победило резултатом 88:86, и то тројком Цветковића две секунде пре краја утакмице, чиме је обезбеђен пласман на завршни турнир Купа.
Завршни турнир Купа СР Југославије играо се управо у Лесковцу, а на путу до финала Здравље је у полуфиналу са 87:84 савладало београдски Раднички, а у домаћој екипи кључан играч био је Нишавић са 35 постигнутих поена. У финалу одиграном 2. априла пред око 5 хиљада гледалаца Здравље је ипак поражено од браниоца титуле купа, београдског Партизана, са 79:66.
Клуб се до сезоне 2008/09. такмичио у Кошаркашкој лиги Србије, али од тада клуб је пао три ранга ниже, у Прву Српску лиги Исток. У сезони 2013/14. КК Здравље је завршило као првопласирана екипа на табели у Првој Српској лиги Исток, па се тако после неколико година играња у нижим ранговима поново вратило у Другу лигу Србије. Здравље се у Другој лиги задржало наредне две сезоне, ипак у нижем рангу је провео само сезону 2016/17, када је као првак обезбедио повратак у Другу лигу.
Четири године Здравље се такмичило у Другој лиги Србије, да би у сезони 2020/21 освојили прво место и после дванаест година поново се пласирали у највиши ранг.

## Имена кроз историју
- КК Средњошколац (1964−1966)
- ОКК Лесковац (1966−1968)
- КК Хисар (1968−1970)
- КК Здравље (1970−данас)

## Успеси
- Куп СР Југославије
  - Финалиста (1): 1999/00.

## Новији резултати
| Сез.     | Ранг | Лига Србије            | Позиција  | Куп Србије       |
| -------- | ---- | ---------------------- | --------- | ---------------- |
| 2016/17. | 3.   | Прва српска лига Исток | 1. место  | Није се пласирао |
| 2017/18. | 2.   | Друга лига Србије      | 9. место  | Није се пласирао |
| 2018/19. | 2.   | Друга лига Србије      | 8. место  | Није се пласирао |
| 2019/20. | 2.   | Друга лига Србије      | 9. место1 | Није се пласирао |
| 2020/21. | 2.   | Друга лига Србије      | 1. место  | Није се пласирао |
| 2021/22. | 1.   | Кошаркашка лига Србије | 10. место | Није се пласирао |
| 2022/23. | 1.   | Кошаркашка лига Србије | 14. место | Није се пласирао |

- 1  Због пандемије ковида 19 такмичење у сезони 2019/20. је прекинуто 15. марта 2020. године, након одиграна 22 кола. Стање на табели у тренутку прекида такмичења касније је проглашено и коначним за ту сезону. Три првопласирана клуба обезбедила су пласман у виши ранг. Није било испадања у нижи ранг.

## Познати бивши играчи
- Иван Митић-Бизон
- Слободан Митић-Жућа
- Миљан Павковић
- Мирослав Марковић
- Вукашин Алексић
- Драган Дојчин
- Стефан Јовић
- Зоран Нишавић
- Слађан Стојковић
- Ненад Шоне Марковић
- Славиша Коцић Биби